# Radical Dreamers
Radical Dreamers: Nusumenai Hōseki (Radical Dreamers –盗めない宝石–?  lit. "Radical Dreamers: La joya que no se puede robar") es un videojuego japonés producido por Squaresoft (ahora Square Enix) en 1996 para el complemento Satellaview  de la consola Super Nintendo.  Se trata de una novela visual basada en texto donde el jugador toma el papel de Serge, un joven aventurero acompañado por Kid, una ladrona adolescente en edad, y Magil, un mago enmascarado misterioso. 
El juego pertenece a la serie Chrono y es una historia paralela, del juego Chrono Trigger lanzado en 1995. Tenía el objetivo de  complementar el argumento de su predecesor y más tarde sirvió como inspiración para Chrono Cross, juego lanzado para la consola PlayStation de Sony.  El juego está realizado principalmente en texto y usa un mínimo de gráficos y efectos de sonido.
Aunque el juego nunca fue lanzado oficialmente en el extranjero, hasta la salida de Chrono Cross: The Radical Dreamers Edition en 2022 que lo incluía traducido (fuera de Japón), los ROM hackers desarrollaron una traducción fan en inglés y en castellano.